# Edward Evans, I barone Mountevans
Edward Ratcliffe Garth Russell Evans, I barone Mountevans (Londra, 28 ottobre 1880 – Norvegia, 20 agosto 1957), è stato un ammiraglio ed esploratore britannico.

## Biografia
Ammiraglio della Royal Navy ha partecipato a due spedizioni esplorative in Antartide. Ufficiale della Royal Navy, Evans partecipato alla spedizione antarica Discovery di Robert Falcon Scott come comandante della nave Morning ed alla Terra Nova del 1910-13 come secondo di Scott.
È stato decorato con l'ordine del Bagno ed il Distinguished Service Order e con varie onori.

### Seconda guerra mondiale
Richiamato nel 1939, l'anno successivo Evans partecipò alla Campagna di Norvegia, dopo di che si ritirò dalla Royal Navy il 9 gennaio 1941. Durante il resto della seconda guerra mondiale ricoprì l'incarico di commissario regionale alla Difesa civile di Londra. Il 12 novembre 1945, è stato creato un pari come barone Mountevans, di Chelsea nella contea di Londra. Fu rettore dell'Università di Aberdeen dal 1936 al 1942.

### Dopoguerra
Il 4 marzo 1947 Mountevans si trovava a bordo di una nave norvegese, la MV Bolivar, quando si spezzò in due e si arenò sulla Kish Bank a 13 chilometri dall'isola di Dalkey. Lui e altri 44 a bordo furono salvati da scialuppe di salvataggio.
Nel 1947 Evans presiedette un comitato per formalizzare le regole del wrestling professionale nel Regno Unito. Queste regole divennero note come le regole dell'ammiraglio-Lord Mountevans.
Evans è morto in Norvegia il 20 agosto 1957. È sepolto nel complotto familiare nel cimitero gravlund Vår Frelsers di Oslo.

## Matrimonio
Nel 1916 sposò Elsa Andvold (m. 1963). Ebbero due figli:
- Richard, II barone Mountevans (1918-1974), nel 1940 sposò Deidre O'Connell (m. 1990), ebbero tre figli:
  - Broke, III barone Mountevans (n. 1943-2014)[1]
  - Jeffrey, Alderman the Hon Jeffrey Evans, IV barone Mountevans (n. 1948)[2]
  - Lucinda, The Hon Mrs Hooper (n. 1951)
- Edward, Cdr the Hon Edward Evans (n. 1924), nel 1947 sposò Elaine Cove, ebbero tre figli.

## Opere
- (EN)  South with Scott.

## Riconoscimenti
Al suo nome è dedicata la specie Prionodraco evansii, originaria dell'Oceano Antartico.